# Мельс (Швейцарія)
Мельс (нім. Mels) — громада  в Швейцарії в кантоні Санкт-Галлен, виборчий округ Зарганзерланд.

## Географія
Громада розташована на відстані близько 150 км на схід від Берна, 45 км на південь від Санкт-Галлена.
Мельс має площу 139,1 км², з яких на 2,8% дозволяється будівництво (житлове та будівництво доріг), 42% використовуються в сільськогосподарських цілях, 29,5% зайнято лісами, 25,7% не є продуктивними (річки, льодовики або гори).

## Демографія
2019 року в громаді мешкало 8561 особа (+2,4% порівняно з 2010 роком), іноземців було 17%. Густота населення становила 62 осіб/км².
За віковим діапазоном населення розподілялося таким чином: 22,2% — особи молодші 20 років, 60% — особи у віці 20—64 років, 17,8% — особи у віці 65 років та старші. Було 3516 помешкань (у середньому 2,4 особи в помешканні).
Із загальної кількості 3388 працюючих 305 було зайнятих в первинному секторі, 774 — в обробній промисловості, 2309 — в галузі послуг.

## Українці в Мельсі

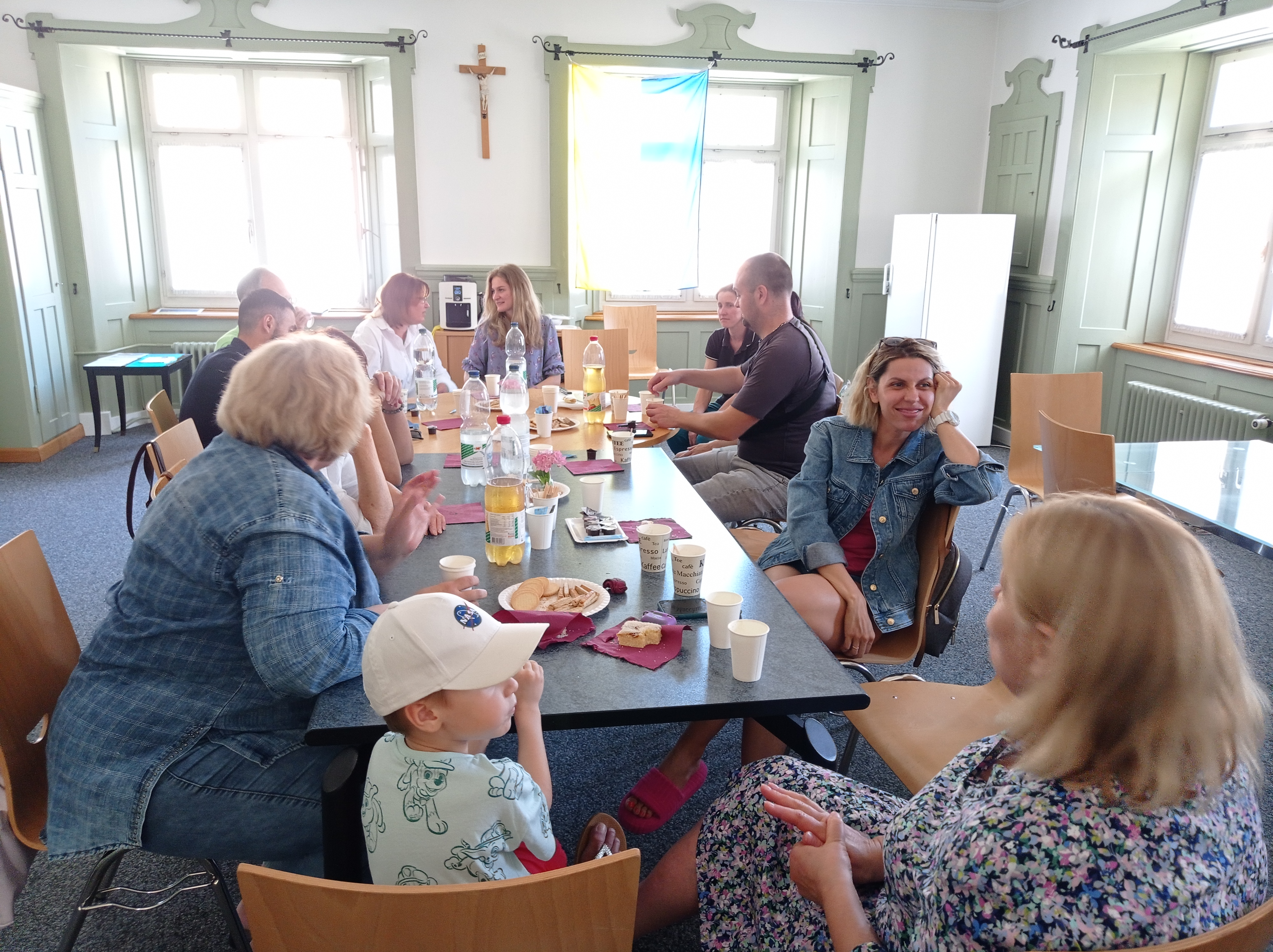
Кафе Україна в Мельсі 25 червня 2022

Із 2022 року в містечку функціонує кафе "Україна", де збираються місцеві українці.

## Галерея

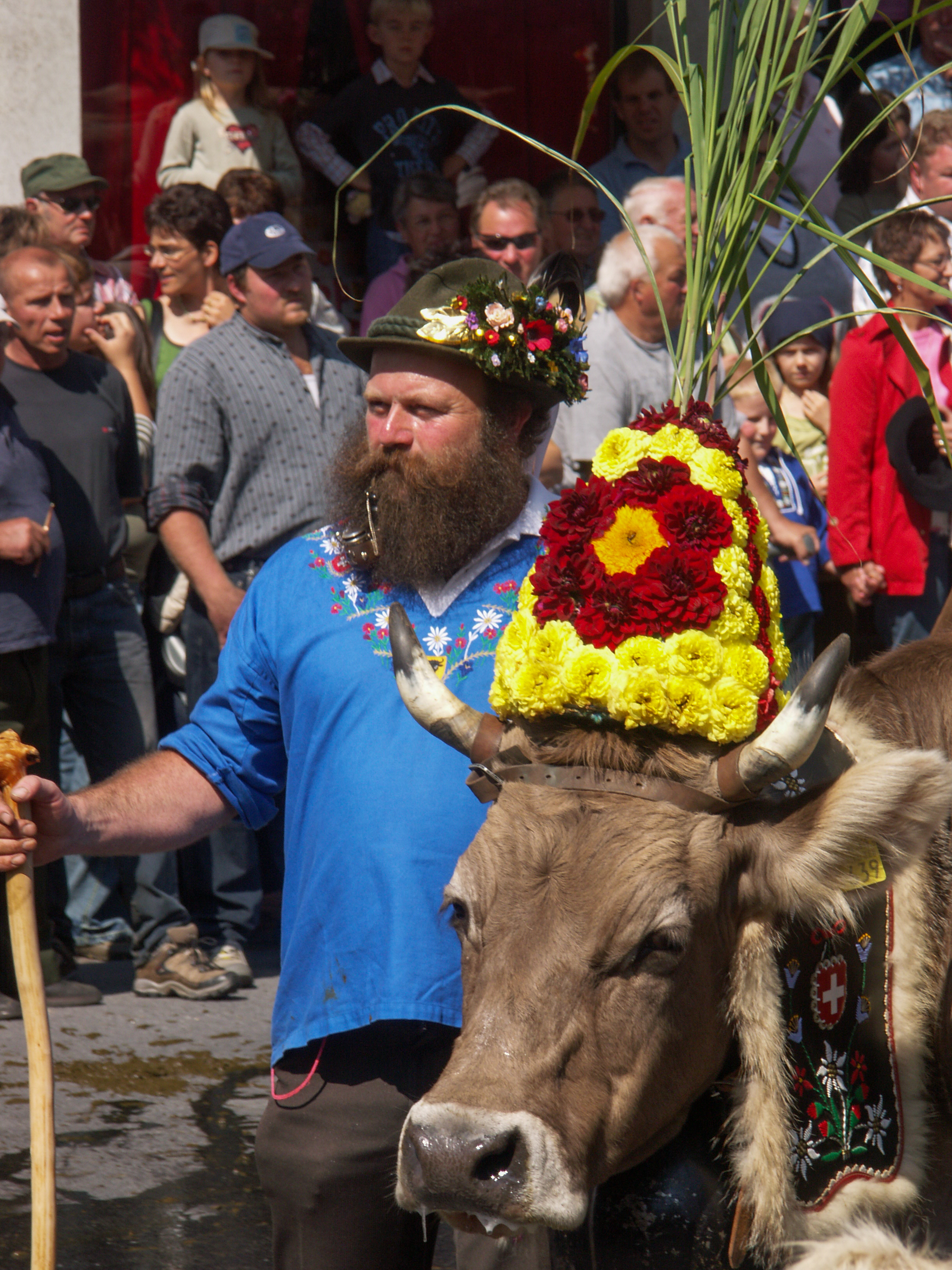
Свято Альпабфарт (спуск корів з гір у долину) (Альмабтріб) в Мельсі в 2007
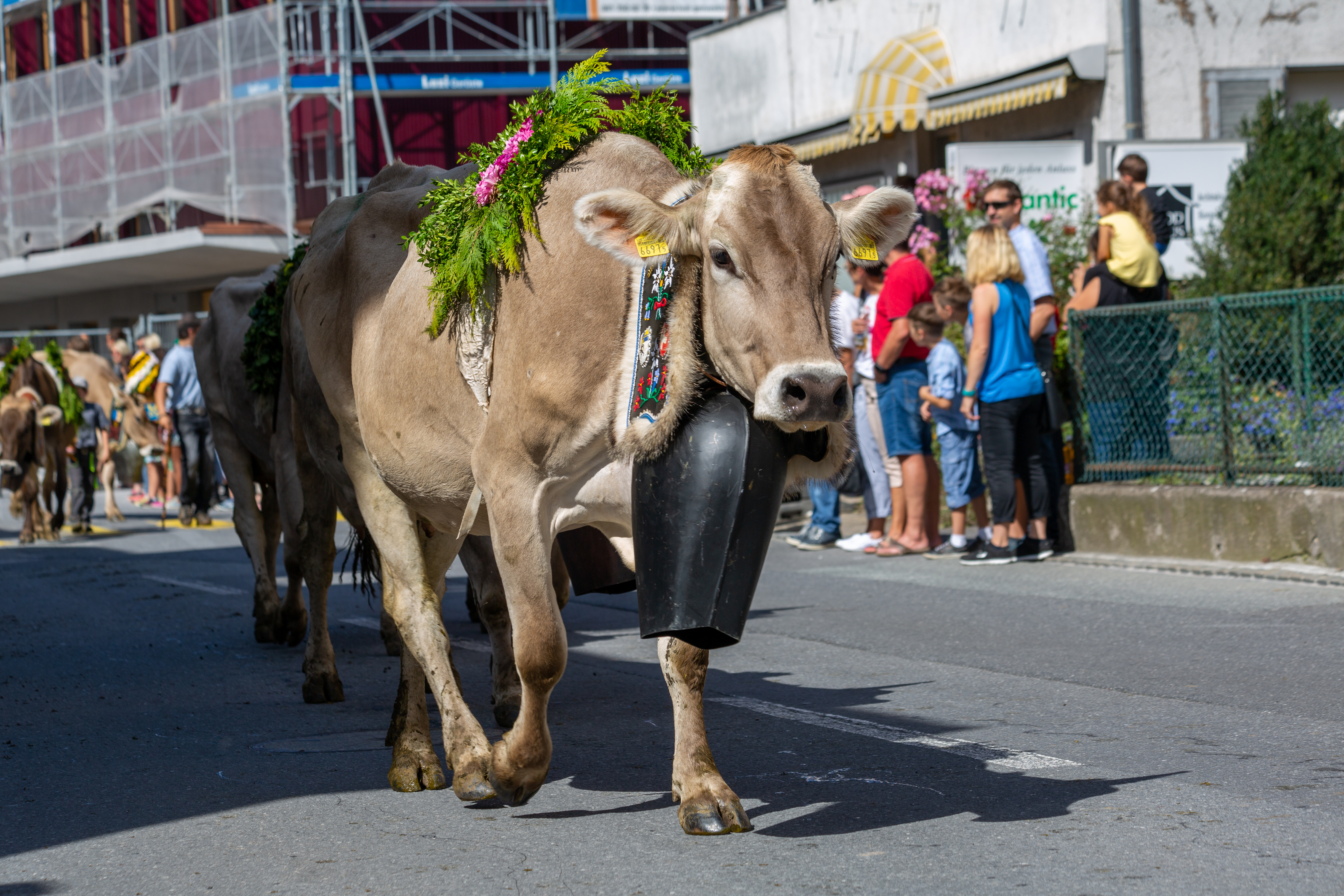
Альмабтріб в Мельсі в 2019
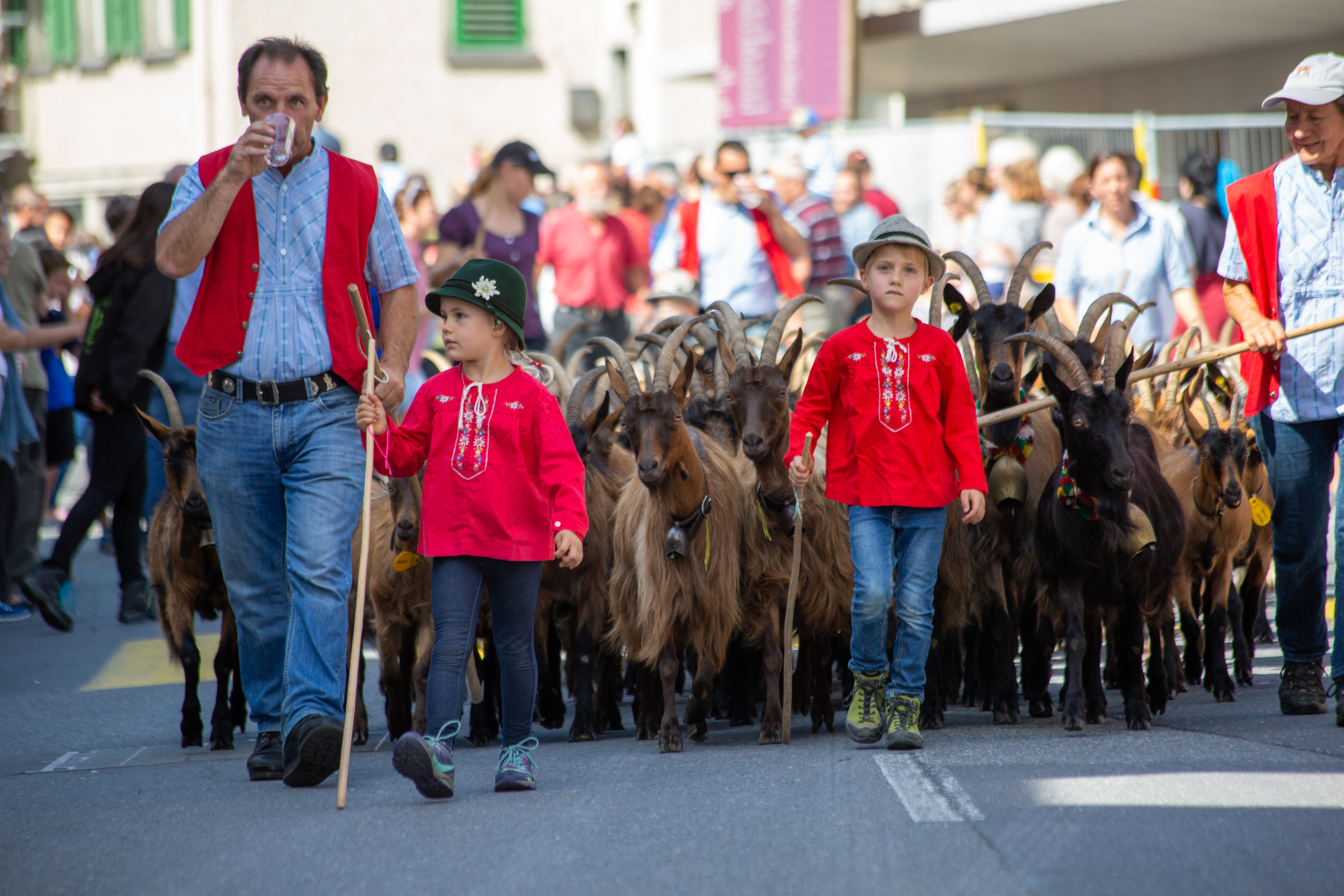
Альмабтріб в Мельсі в 2019
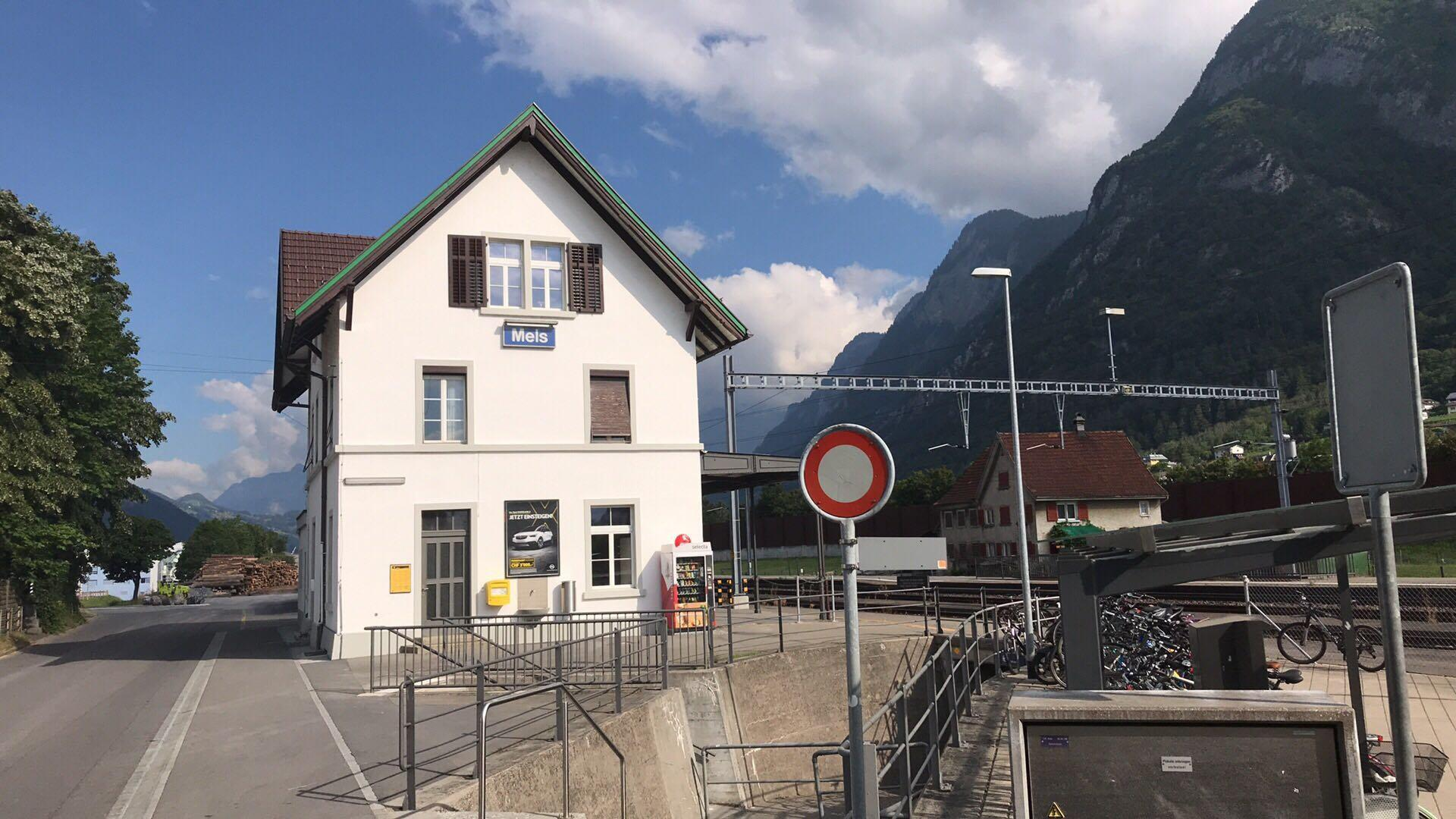
Залізнична станція
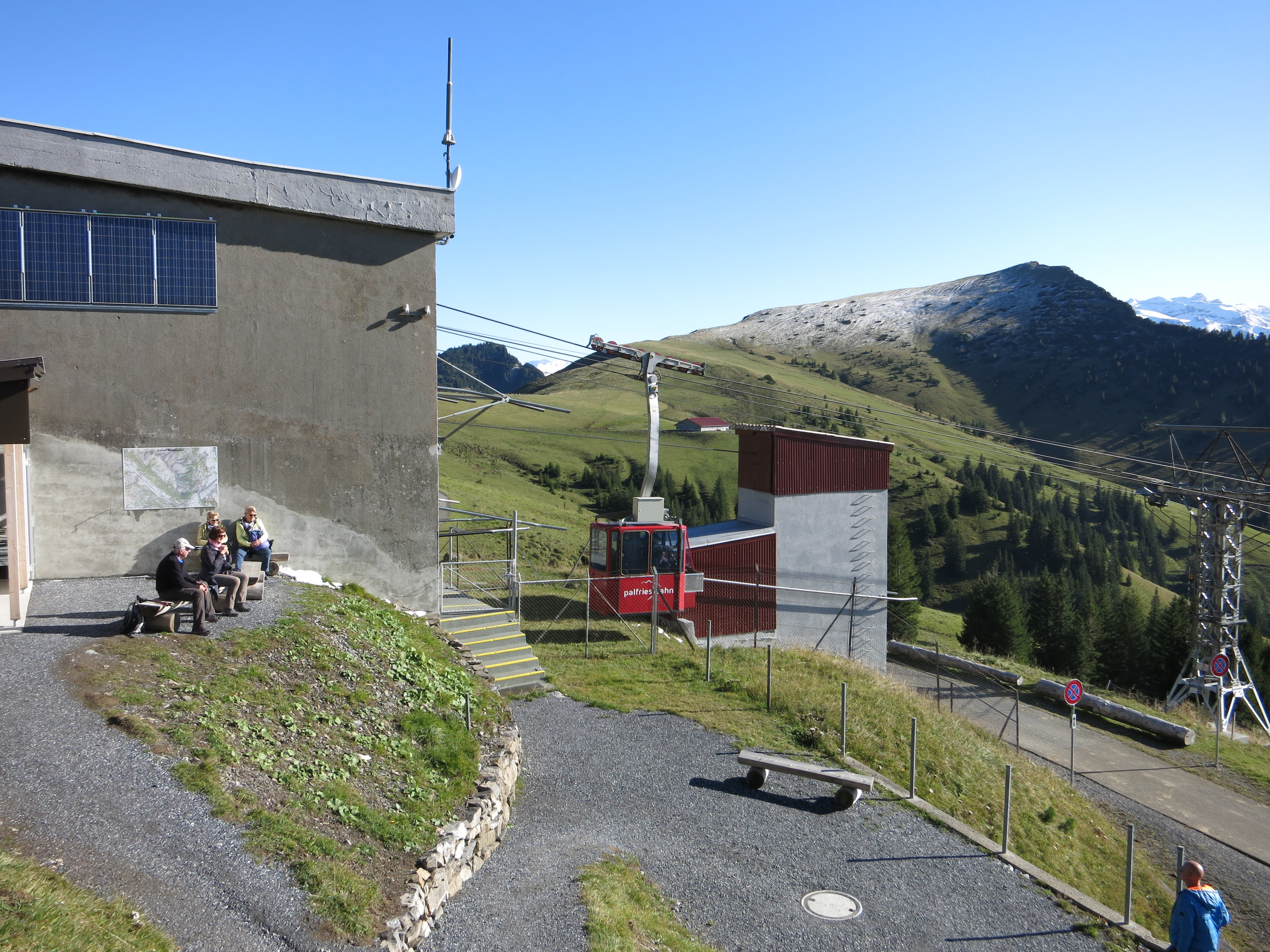
Palfriesbahn - канатна дорога в гору
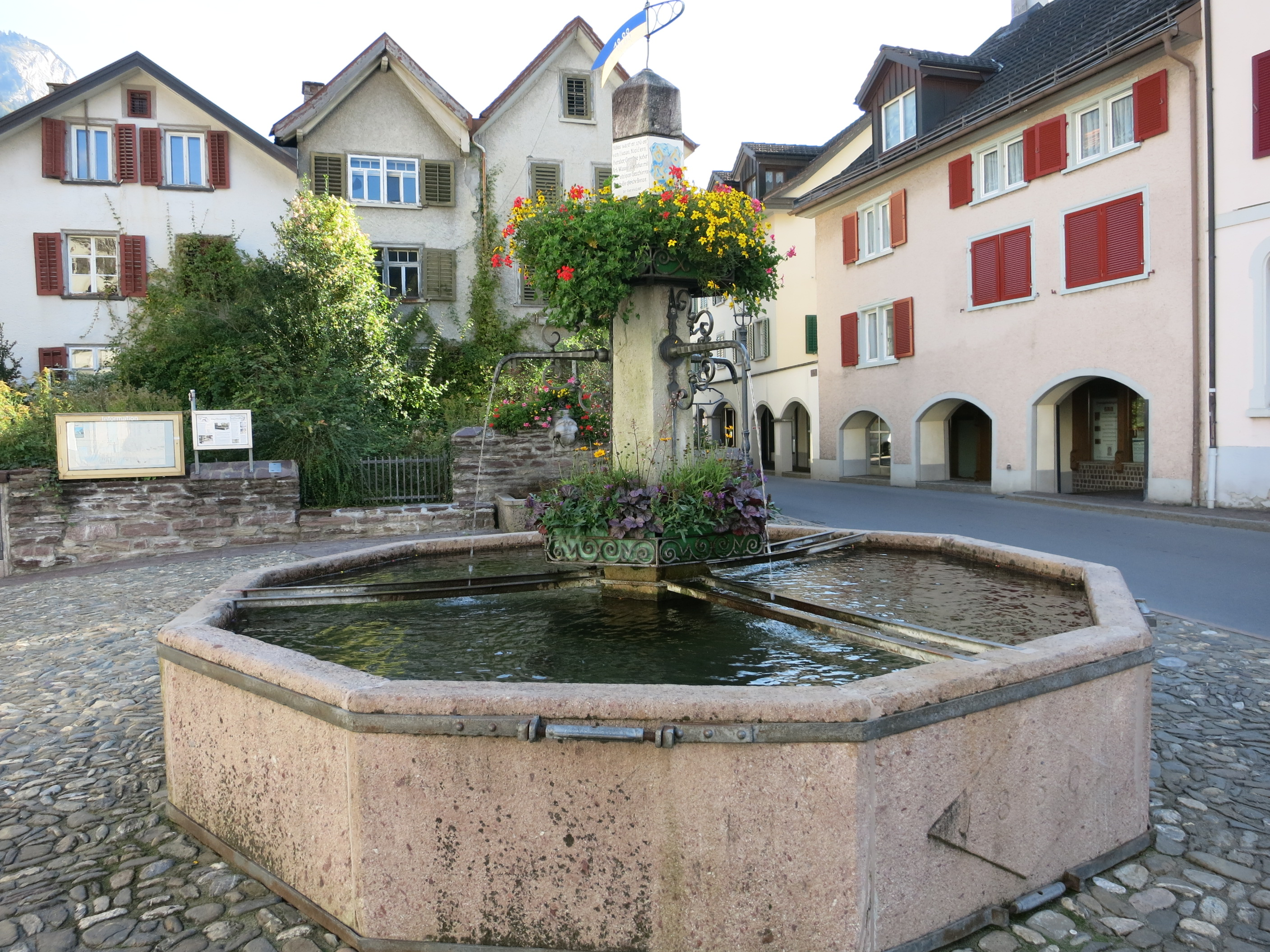
Фонтан у центрі міста